# Mi sei scoppiato dentro il cuore/Tu non credi più
Mi sei scoppiato dentro il cuore/Tu non credi più è il 79° singolo di Mina, pubblicato a dicembre del 1966 su vinile a 45 giri dall'etichetta Ri-Fi.

## Mi sei scoppiato dentro il cuore
Scritta dalla regista Lina Wertmüller su musica del Maestro Bruno Canfora (suoi anche arrangiamento e direzione d'orchestra), rispettivamente autrice e direttore musicale di Studio uno, è stata presentata dal vivo per la prima volta da Mina proprio nella suddetta trasmissione nella puntata dell'11 giugno 1966 e subito inserita nell'LP Studio Uno 66. Il video dell'esibizione dal vivo è presente nel DVD Gli anni Rai 1965-1966 Vol. 8, che fa parte di un cofanetto monografico pubblicato da Rai Trade e GSU nel 2008.
Il brano, pubblicato dalla Ri-Fi su singolo troppo tardi per poterne sfruttare le potenzialità commerciali, raggiungerà soltanto, con quattro settimane di permanenza in classifica tra la fine del 1966 e l'inizio del 1967, la 40ª posizione. Nella graduatoria dei successi 1966, risulta 32°.
Sarà anche usato in un Carosello Barilla diretto da Piero Gherardi, messo in onda all'inizio del 1967.
Nel 2011 la canzone torna alla ribalta nell'interpretazione dalla cantante Annalisa, che la ripropone nella trasmissione televisiva Amici e la inserisce nel suo album d'esordio Nali.

## Tu non credi più
La canzone fa la sua prima comparsa su questo 45 giri e solo successivamente sarà presentata in una trasmissione televisiva, quinta puntata (29 aprile 1967) del nuovo show Sabato sera condotto ancora una volta dalla cantante, o sarà inserita in un album, nella fattispecie Sabato sera - Studio Uno '67.
Il video registrato in quella puntata è reperibile sul DVD Gli anni Rai 1967 vol. 6 del citato cofanetto.
Nel brano Mina è accompagnata da Augusto Martelli, qui anche arrangiatore, che dirige la sua orchestra.

## Tracce
Lato A
1. Mi sei scoppiato dentro il cuore – 3:05 (testo: Lina Wertmüller – musica: Bruno Canfora; edizioni musicali Curci)

Lato B
1. Tu non credi più – 3:07 (testo: Alberto Testa, Mogol – musica: Tony Renis; edizioni musicali Kramer / RCA Italiana)